# Nadezjda Michalkova
Nadezjda Nikititjna Michalkova (ryska: Надежда Никитична Михалкова), född 27 september 1986, är en rysk skådespelare. Hon är dotter till regissören Nikita Michalkov. År 1994 slog hon igenom som barnskådespelare i filmen Brända av solen, som regisserades av Nikita.

## Filmografi
| År   | Film                            | Originaltitel                     | Roll                      | Noteringar  |
| ---- | ------------------------------- | --------------------------------- | ------------------------- | ----------- |
| 1993 | Anna: 6 - 18                    | Анна от 6 до 18                   | Nadia                     | Filmdebut?  |
| 1994 | Brända av solen                 | Утомлённые солнцем                | Nadia Kotova              | Filmdebut   |
| 1999 | Barberaren i Sibirien           | Сибирский цирюльник               | Flicka på marknaden       | Okrediterad |
| 2000 | President and his Granddaughter | Президент и его внучка            | Masha och hennes tvilling |             |
| 2010 | Brända av solen 2: Exodus       | Утомлённые солнцем 2: Предстояние | Nadia Kotova              |             |
| 2011 | Brända av solen 2: Citadel      | Утомлённые солнцем 2: Цитадель    | Nadia Kotova              |             |